# Базаргуруева, Аюна
Аюна Баторовна Базаргуруева (род. 17 апреля 1983 года) ― российская бурятская оперная певица, солистка оперы Бурятского государственного ордена Ленина академического театра оперы и балета имени Г.Ц. Цыдынжапова (2009―2014), солистка Мариинского театра (с 2014 года).

## Биография
Родилась 17 апреля 1983 года в Агинском в семье Чимитжаб Раднаевны и Батора Батуевича Базаргуруевых.
После завершения учёбы в средней школе в 2000 году поступила в Музыкальный колледж имени Петра Чайковского в Улан-Удэ на вокальное отделение, где занималась у заслуженной артистки Российской Федерации Виктории Базаровой. В 2004 году поступила в Новосибирскую государственную консерватории имени Михаила Глинки на вокальное отделение (преподаватель ― народная артистка Российской Федерации Зинаида Захаровна Диденко), затем перевелась в Санкт-Петербургскую государственную консерваторию имени Римского-Корсакова, которую окончила в 2009 году. Здесь Аюна училась в классе у преподавателя Сергея Борисовича Никульшина.
Вернувшись в Бурятию сразу после окончания консерватории в 2009 Базаргуруева начала служить в опере Бурятского государственного ордена Ленина академического театра оперы и балета имени Гомбожапа Цыдынжапова. Была удостоена государственной премии Республики Бурятия  в области литературы и искусства за спектакль «Аида» Джузеппе Верди вместе с Ольгой Жигмитовой, Леонидом Корчмаром, Мариной Коробенковой и Оксаной Хингеевой.
В репертуар певицы входят русская и западно-европейская камерно-вокальная музыка (Рахманинов, Чайковский, Слонимский, Брамс, Григ), романсы XIX-XX вв., бурятские народные песни. В её оперный репертуар включены такие произведения, как: Сента ― «Летучий Голландец» (Рихард Вагнер); Мими ― «Богема» (Джакомо Пуччини); Иоланта ― «Иоланта» (Пётр Чайковский); Микаэла, Франскита ― «Кармен» (Жорж Бизе; Марфа ― «Царская невеста» (Николай Римский-Корсаков); Серпина ― «Служанка-госпожа» (Джованни Перголези); Недда ― «Паяцы» (Руджеро Леонкавалло); Аида ― «Аида» (Джузеппе Верди) и другие. Базаргуруева исполняет песни и в детских спектаклях: Муха («Муха-Цокотуха» А. Кулешова); Золушка («Хрустальный  башмачок» А. Спадавеккиа); Принцесса («Путешествие в сказку»); Заяц («Зайкина избушка» Виктора Усовича); Лиса («Золотой цыплёнок» В. Улановского); Дюймовочка («Дюймовочка» Т. Суворовой).
В 2014 году Аюна Базаргуруева начала служить в Государственном академическом Мариинском театре в Санкт-Петербурге.